# Kitale
Kitale è un centro abitato del Kenya, capoluogo della contea di Trans-Nzoia. È situato nella Rift Valley.